# Tuilerie de la Bretèche
Pour les articles homonymes, voir Bretèche (homonymie).
La tuilerie de la Bretèche est une briqueterie française située dans la commune de Ligny-le-Ribault, dans le département du Loiret, région Centre-Val de Loire.

## Présentation
La tuilerie de la Bretèche a été fondée vers 1890 par Emmanuel de Baudus.
Elle comporte un four et deux halles de séchage.
Au début des années 1930, la voûte du four a été remplacée par une cheminée tronconique.L'élaboration des briques, tuiles et carreaux est mécanisée.
Un four à quadruple chambres de cuisson a été édifié en 1953.Le séchage des briques est réalisé à l'aide de ventilateurs qui récupèrent l'air chaud issu des fours.
En 1975, la tuilerie servit de lieu de tournage pour le final de l'épisode des Brigades du Tigre Le Défi où elle est présentée en tant que briqueterie.
Le vieux four et les vieux séchoirs sont inscrits au titre des monuments historiques depuis le 14 juin 1999.
La tuilerie a obtenu le label « Entreprise du patrimoine vivant » le 15 mars 2007.

## Activité
La tuilerie continue de produire. Au 30/09/2017 elle employait 8 salariés et avait atteint un chiffre d'affaires de 398 200 euros dégageant un résultat de 8 000 euros.

## Galerie

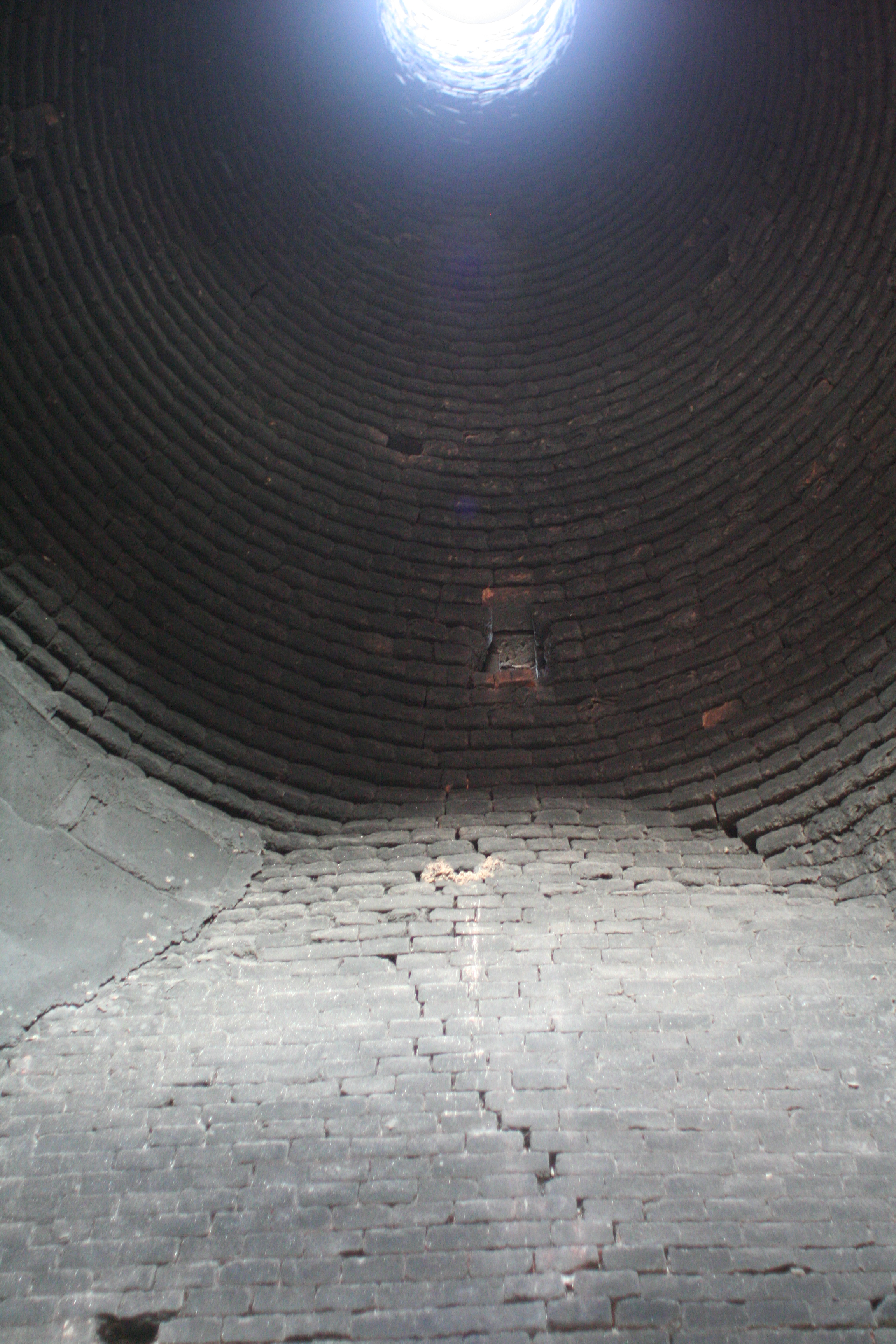
Intérieur du vieux four.
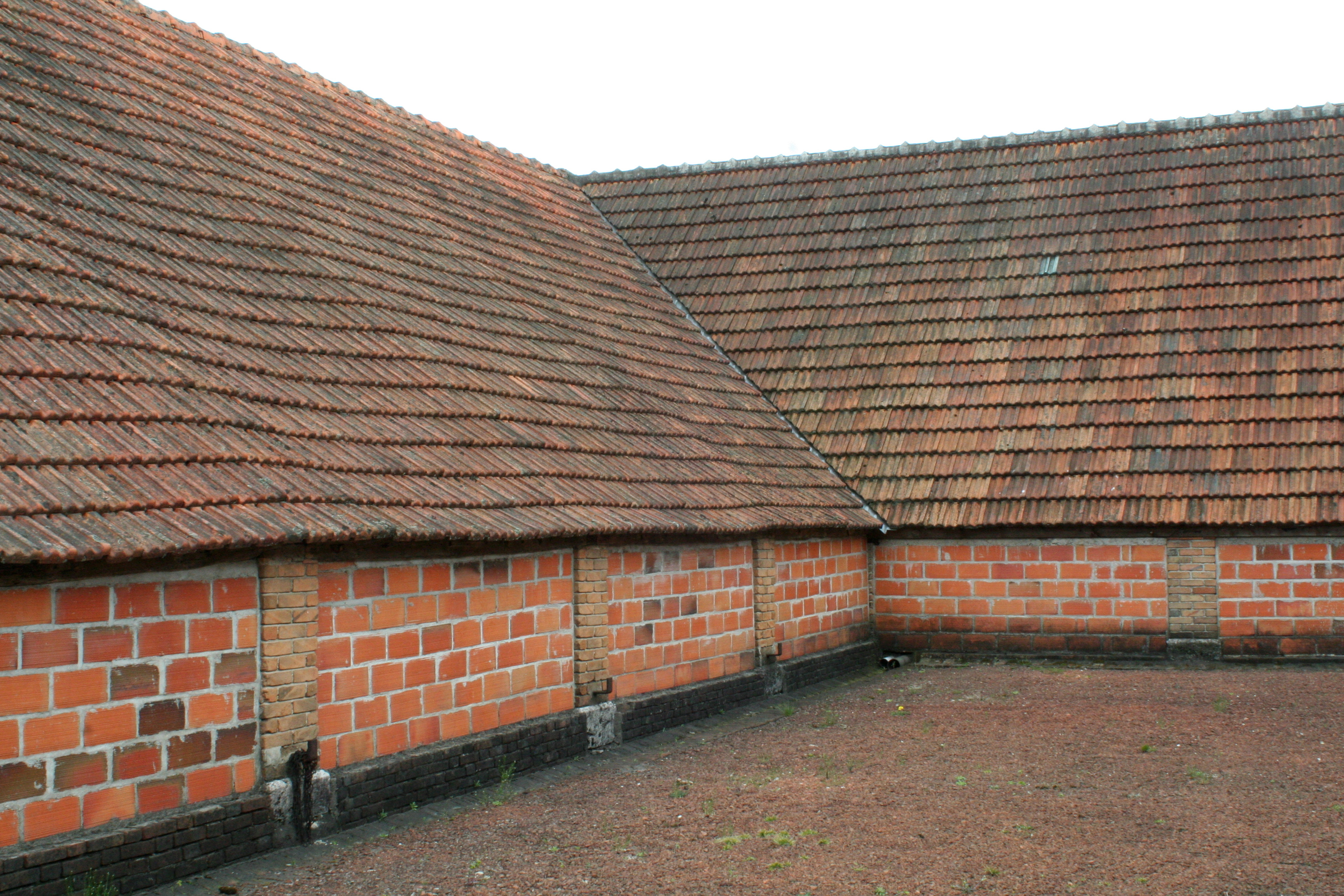
Vieux séchoir.
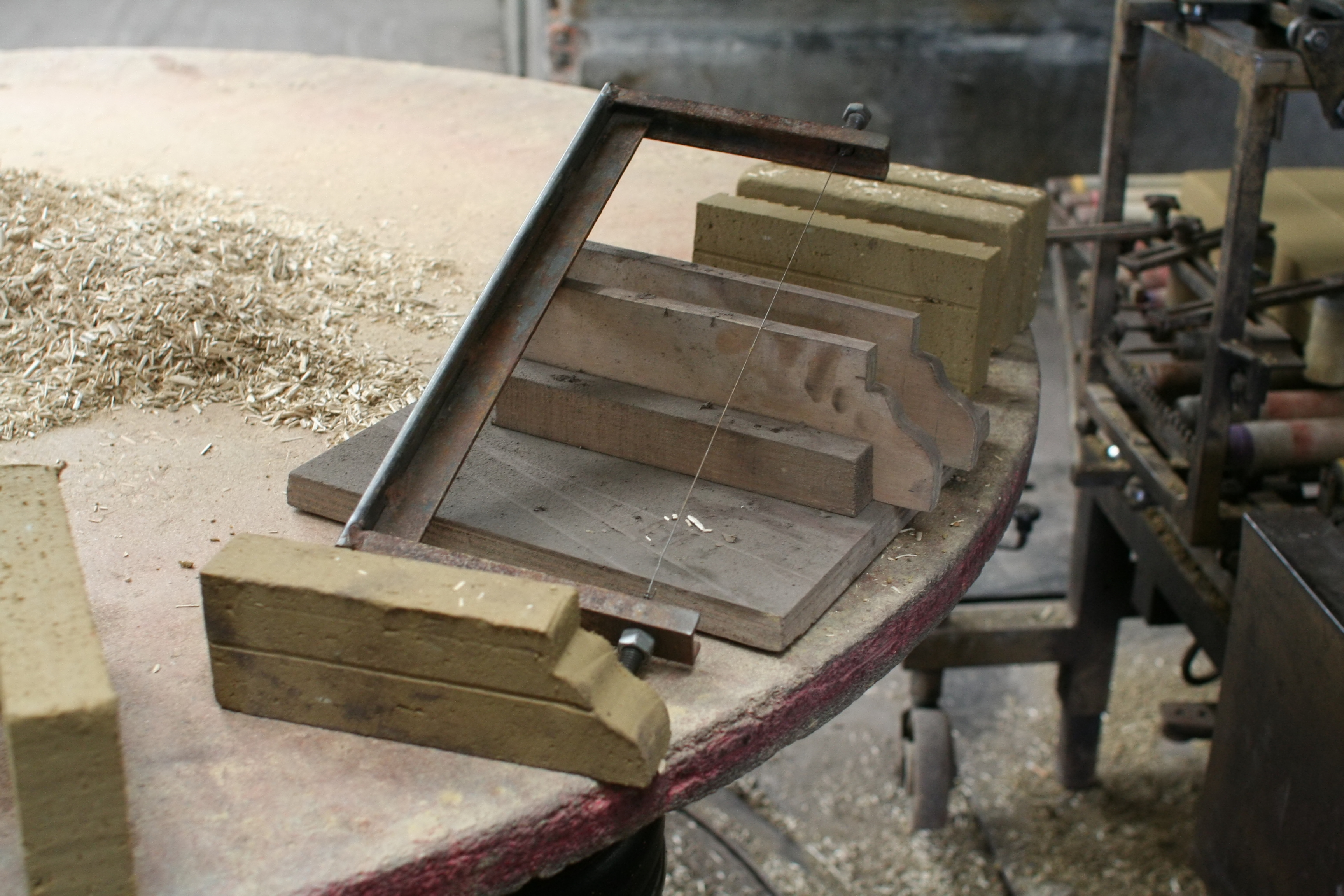
Façonnage de briques spéciales.
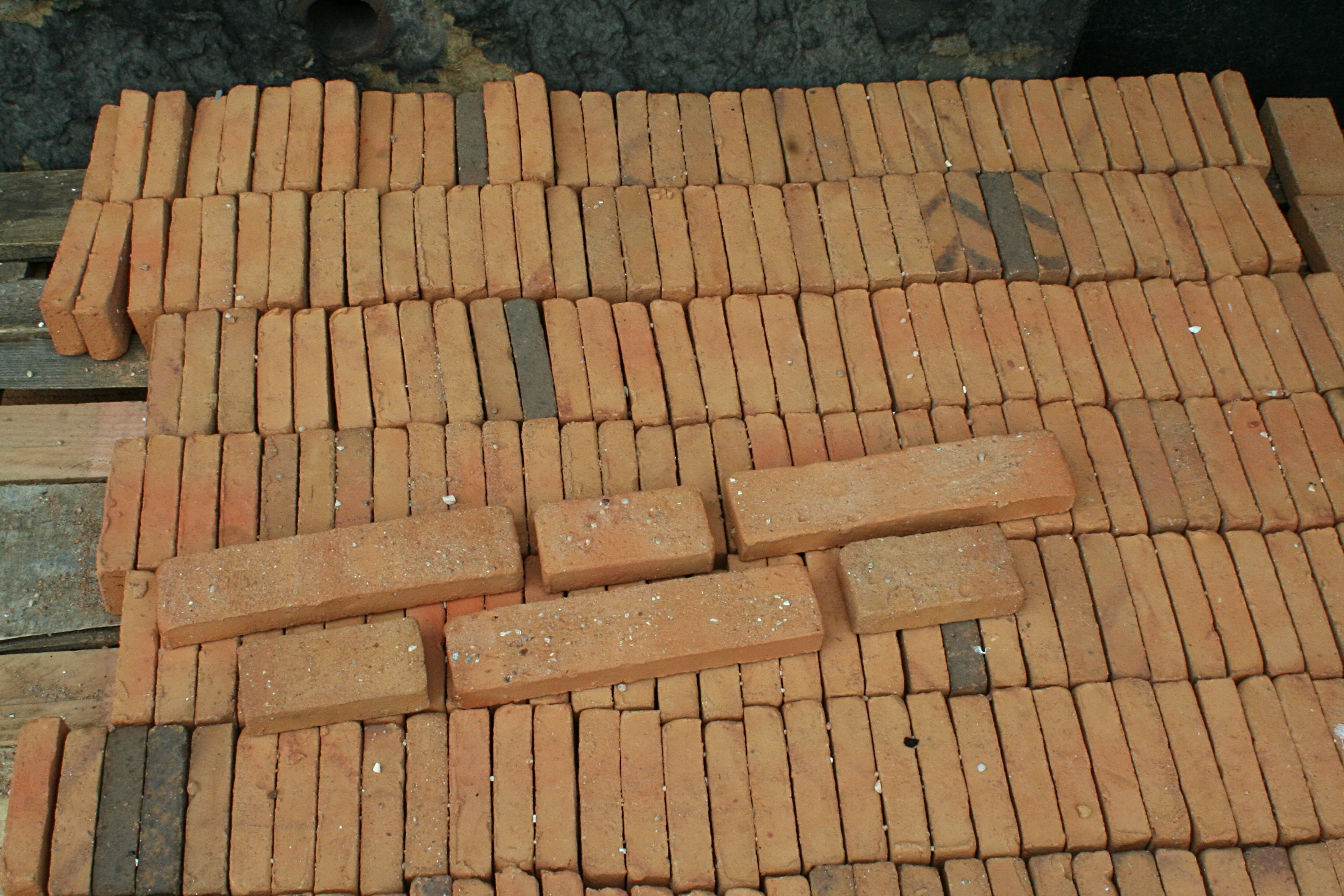
Briquettes boutisses et paneresses.